# Michael Naseband

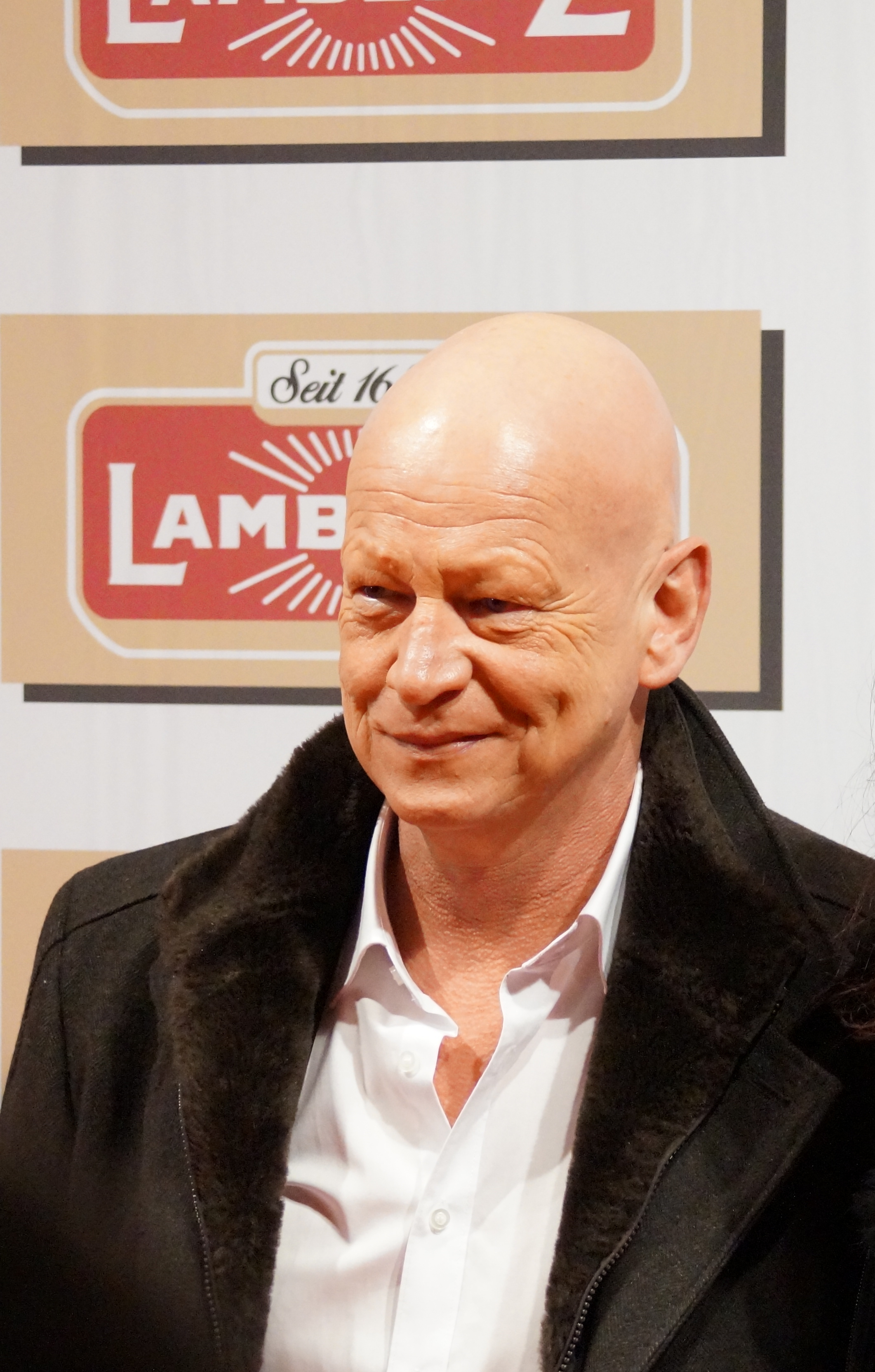
Michael Naseband (2015)

Michael Naseband (* 11. Juni 1965 in Düsseldorf) ist ein deutscher Schauspieler, Gastwirt und ehemaliger Polizeibeamter. Bekanntheit erlangte Naseband als Hauptdarsteller in der Sat.1-Vorabendserie K11 – Kommissare im Einsatz.

## Leben
Naseband wurde als Sohn eines Bauleiters geboren und wuchs in den Düsseldorfer Stadtteilen Flehe und Benrath auf. Er verließ nach dem Erwerb der mittleren Reife das Dietrich-Bonhoeffer-Gymnasium in Hilden und begann im Jahr 1982 eine Ausbildung bei der Bereitschaftspolizei in Wuppertal. Fünf Jahre später wechselte Naseband nach Düsseldorf und arbeitete zunächst als Streifenpolizist, anschließend als Zivilfahnder bei der Kriminalpolizei. Nach dem Fachabitur beendete Naseband im Jahr 1998 mit dem Abschluss des Diplom-Verwaltungswirts sein Studium an der Fachhochschule für öffentliche Verwaltung Nordrhein-Westfalen und kam hiernach beim Polizeipräsidium Düsseldorf als Ermittler für schwere Raubdelikte und in der Mordkommission zum Einsatz. Anschließend arbeitete Naseband etwa ein Jahr lang im Rahmen der UN-Mission United Nations Interim Administration Mission in Kosovo (UNMIK) als Polizeichef am kosovarischen Flughafen Pristina.
Zwischen 2003 und 2013 war Naseband als Fernsehermittler, zumeist gemeinsam mit Alexandra Rietz, in der Scripted-Reality-Serie K11 – Kommissare im Einsatz zu sehen und schied deshalb nach zwanzig Jahren aus dem Polizeidienst aus. Er hatte außerdem Gastauftritte in Sendungen wie clever! – Die Show, die Wissen schafft (2008), Fort Boyard (2011) und Genial oder Daneben? (2020), zudem war Naseband mehrfach Gast in der MDR-Talkshow Riverboat (2012, 2015). Zwischen 2020 und 2022 stand Naseband wieder als Hauptdarsteller der Serie K11 – Die neuen Fälle vor der Kamera.
In seiner Biografie Leben und leben lassen – ein Kommissar packt aus, erschienen im Oktober 2006 im Gerhard Hess Verlag, berichtet er über seine Kindheit, sein Elternhaus, über seine private und berufliche Entwicklung, über seinen Einsatz als Polizeichef im Kosovo, insbesondere aber über seinen Weg und über seine Arbeit als Fernsehkommissar.
Naseband engagiert sich als ehrenamtlicher Botschafter der Stiftung Kinderhospiz Mitteldeutschland Nordhausen in Tambach-Dietharz.
Seit Anfang 2014 lebt er wieder in Düsseldorf. Er schreibt derzeit Krimis und hat eine Kneipe mit dem Namen Naseband’s in der Düsseldorfer Altstadt eröffnet. Daneben nahm er 2015 mit Enrico Palazzo ein Cover des Extrabreit-Songs Polizisten auf und stand 2016 für einen TV-Spot vor der Kamera. Seit Februar 2018 ist Michael Naseband Namensgeber des Krimi-Onlinespiels Einsatz Naseband, bei dem Spieler gemeinsam mit ihm Kriminalfälle lösen können.
Michael Naseband ist verwitwet; sein Sohn Mike Naseband hatte mehrere Auftritte in der Serie K11 – Kommissare im Einsatz.

## Filmografie
- 2000: Aktenzeichen XY … ungelöst[9][10] (ZDF, Folge 324)
- 2003–2013: K11 – Kommissare im Einsatz (Sat.1, Fernsehserie, 1828 Folgen)
- 2008: clever! – Die Show, die Wissen schafft (Sat.1, Fernsehshow, Gast)
- 2011: Fort Boyard (kabel eins, Fernsehshow, Gast)
- 2012, 2015: Riverboat (MDR, Fernsehshow, Gast)
- 2020: Genial oder Daneben? (Sat.1, Fernsehshow, Gast)
- 2020–2022: K11 – Die neuen Fälle (340 Folgen)
- 2024: Geht's noch?! – Die irrwitzige Verbrauchershow[11]

## Veröffentlichungen
- Michael Naseband: Leben und leben lassen: Ein Kommissar packt aus. Gerhard Hess Verlag, Bad Schussenried 2008 (2. Auflage), ISBN 978-3-87336-900-9 (173 Seiten).
- Michael Naseband, Mike Engel: Alt mit Schuss: Naseband ermittelt. Emons Verlag, Köln 2015, ISBN 978-3-95451-608-7 (271 Seiten).